# Paul Yun Ji-chung
Pour les articles homonymes, voir saint Paul et Yun.
Paul Yun Ji-chung (en coréen 윤지충 바오로) est un laïc chrétien coréen, martyr et bienheureux catholique, né en 1759 à Jinsan, dans la province du Jeolla en Corée, mort décapité le 8 décembre 1791 à Jeonju, dans le Jeolla.
Reconnu martyr par l'Église catholique, il est béatifié en 2014 par le pape François.
Le bienheureux Paul Yun Ji-chung est fêté localement le 8 décembre.

## Biographie
Paul Yun Ji-chung naît à Jinsan, dans la province du Jeolla en Corée, en 1759. Il est d'une famille noble et réputée. Son frère cadet François Yun Ji-heon sera aussi un des martyrs de Corée.
Intelligent, Paul Yun se consacre de bonne heure à l'étude. Il passe en 1783 le premier examen d'État. Vers la même époque, il entend parler de la religion catholique par son cousin Jean Jeong Yak-yong, fils d'une sœur de son père. Il se met à lire des livres sur le sujet, puis étudie pendant trois ans la doctrine catholique. Il est baptisé en 1787 par Pierre Yi Seung-hun.
Paul Yun enseigne d'abord le catéchisme à ses proches : à sa mère, à son frère cadet François Yun, à son cousin Jacques Kwon Sang-yeon, fils d'une sœur de sa mère, et les présente à l'Église catholique. Il commence aussi à diffuser l'Évangile, avec sa parente Augustine Yu Hang-geom. Lorsqu'un évêque de Pékin interdit les rites ancestraux, Paul Yun et son cousin Jacques Kwon brûlent la tablette ancestrale. À la mort de sa mère et selon son vœu, il célèbre ses funérailles selon le rite catholique.
La rumeur s'en répand rapidement, jusqu'à la cour royale, qui ordonne l'arrestation de Yun Ji-Chung et de son cousin. L'ayant appris, Paul Yun et son cousin se réfugient dans le Chungcheong, mais reviennent ensuite se livrer à la justice en octobre 1791 pour que leur oncle ne soit pas arrêté à leur place.
Le magistrat de Jinsan essaye de les faire renoncer à leur foi, mais ils répondent que l'enseignement catholique est le véritable enseignement. Le magistrat, ayant échoué, ordonne leur transfert au bureau du gouverneur de Jeonju. Interrogés par le gouverneur, ils continuent à défendre leur foi.
Paul Yun, surtout, montre l'irrationalité des rites ancestraux et explique la doctrine catholique. Furieux, le gouverneur ordonne de les battre sévèrement. Le gouverneur leur fait rédiger leurs déclarations finales et les soumet à la cour royale ; les ministres de la cour affirment qu'ils doivent être décapités. Le roi accepte l'avis de ses ministres et autorise l'exécution.
Dès la réception du verdict, Paul Yun Ji-chung est emmené sur les lieux de l'exécution avec son cousin. Il a l'air très heureux, continue à parler du christianisme et invoque Jésus et Marie. Il est décapité à Jeonju dans le Jeolla le 8 décembre 1791,, à 32 ans, avec son cousin Jacques Kwon.
Ce n'est que neuf jours plus tard que les familles sont autorisées à retirer les corps de Paul Yun et Jacques Kwon pour les enterrer. Les deux corps ont l'air d'être tout récemment décapités, et le sang semble encore frais. Des mouchoirs qui y sont trempés auraient guéri certains malades en danger de mort.

## Béatification
Paul Yun Ji-chung est reconnu martyr par décret du Saint-Siège le 7 février 2014 et ainsi proclamé vénérable. Il est béatifié (proclamé bienheureux) le 15 août suivant par le pape François.
Le bienheureux Paul Yun Ji-chung est fêté localement le 8 décembre, jour anniversaire de sa mort.